# Кулари
Кулари (рос. Кулары) — село у Ачхой-Мартановському районі Чечні Російської Федерації.
Населення становить 5947 осіб (2019). Входить до складу муніципального утворення Куларинське сільське поселення .

## Географія
Село Кулари розташоване на відстані 23 кілометри від районного центру Ачхой-Мартанова.

## Історія
Згідно із законом від 14 липня 2008 року органом місцевого самоврядування є Куларинське сільське поселення.

## Населення
| 1990  | 2002  | 2010  | 2012  | 2013  | 2014  | 2015  |
| ----- | ----- | ----- | ----- | ----- | ----- | ----- |
| 3365  | ↗4663 | ↗5358 | ↗5444 | ↗5483 | ↗5510 | ↗5585 |
| 2016  | 2017  | 2018  | 2019  |       |       |       |
| ↗5676 | ↗5762 | ↗5849 | ↗5947 |       |       |       |